# Protochronisme

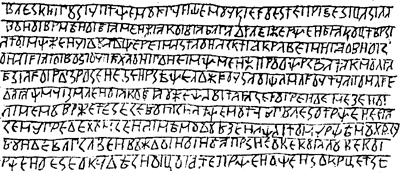
Copie de la première planche du Livre de Vélès, un ouvrage pseudo-historique slave.

Le protochronisme (du grec ancien πρῶτος / prỗtos signifiant « premier » et χρόνος / khrónos signifiant « temps », en traduction « le premier temps, l’ancien temps ») est une tendance moderne du nationalisme culturel qui consiste à postuler, pour un peuple donné, des racines remontant à l'Antiquité ou à la Préhistoire et un développement propre, séparé des peuples voisins, dont les influences sont minimisées voire niées. C’est un courant pseudo-historique très répandu en Asie et dans les pays anciennement communistes, dont les dictatures ont promu ce courant (qui les précède, mais sans avoir été aussi influent auparavant).
Il vise également à « démontrer » que les ancêtres réels ou revendiqués des habitants de ces pays (Slaves anciens, Illyriens, Proto-Bulgares, Macédoniens antiques, Daces, Proto-Turcs, Homo erectus de Chine ou hommes du pré-Jomon au Japon), non seulement seraient les ancêtres directs et exclusifs des populations actuelles, mais qu'ils existaient avant tous les autres peuples de l’Antiquité (y compris, en Europe, avant les Grecs anciens et les Romains), qu'ils remonteraient directement selon les pays aux anciens Indo-Européens (voire, selon les versions, aux « Aryens » ou à Noé) ou aux populations préhistoriques, et enfin qu'ils auraient disposé de civilisations bien plus élaborées que celles reconnues par les historiens.
Le protochronisme décrit les États multiculturels et pluri-ethniques du passé (comme, en Europe du Sud-Est : l’Empire byzantin, la Hongrie médiévale, les principautés danubiennes, la Dobrogée ou le royaume bulgaro-valaque) comme des pays mono-ethniques ou même des nations au sens moderne du terme (respectivement grecque, magyare, roumaine ou bulgare) : chaque pays s’approprie le passé en y projetant son identité actuelle.
Des professeurs comme Jean Ravenstein de l’université d'Aix-Marseille définissent le protochronisme comme une « rétroprojection nationaliste ». Il est particulièrement développé (au point que ses thèses sont présentes dans les livres scolaires) en ex-Yougoslavie, Albanie, Bulgarie, Macédoine du Nord, Roumanie, Russie, Turquie, Irak, Iran, Chine, Japon ou encore en Inde (entre autres).

## Exemples de protochronisme
On peut identifier au niveau mondial une grande variété de thèses, pour la plupart motivées par le nationalisme sur le plan idéologique.

### Europe
- L’Ancien Testament et les innombrables commentaires et avatars qu’il a suscités sont la base d’une abondante littérature protochroniste qui ressurgit régulièrement pour tenter d’étayer la Table des peuples bibliques par la réinterprétation et la sélection des connaissances actuelles en archéologie, ethnologie et linguistique[2].
- Dans la vision eurocentriste de l’Histoire, la Grèce antique est parfois vue comme l’origine à partir de laquelle « la » (sous-entendu seule) civilisation se serait diffusée dans le monde entier.
- En Grande-Bretagne, France et Allemagne, l’idée d’une « très ancienne civilisation européenne remontant à l’optimum climatique de l'Holocène et qui aurait duré d’environ 9000 à 5000 ans BP », recycle parfois le mythe des Hyperboréens[3]. En Angleterre, Stephen Oppenheimer écrit que l’arrivée des peuples germaniques anglo-saxons serait beaucoup plus ancienne que ne l’atteste l’histoire, remontant au retrait du glacier qui recouvrait la Grande-Bretagne il y a onze mille ans : il entend ainsi affirmer que les Anglais modernes seraient antérieurs aux Celtes et au moins aussi natifs que les Gallois et les Écossais[4]. En France, l’ouvrage majeur date de 1822 : c'est l’Histoire philosophique du genre humain de Fabre d’Olivet[5]. Des découvertes archéologiques réelles mais réinterprétées sont parfois utilisées pour étayer la thèse de la « très ancienne civilisation européenne » : en 2005, le quotidien britannique The Independent annonça ainsi la découverte de vestiges de cette civilisation sur une aire de plus de 600 km de long couvrant l’est de l’Allemagne, la Tchéquie, la Slovaquie et l'Autriche. Selon ce quotidien, il y aurait eu plus de 150 temples de bois et de terre édifiés entre 6800 et 6600 avant le présent, soit 2 000 ans avant les pyramides d’Égypte et le site mégalithique de Stonehenge (Angleterre méridionale). L’article relie ces artefacts à la culture rubanée et un temple de pas moins de 150 mètres de diamètre, entouré de quatre fossés, trois remblais de terre et deux palissades se trouverait sous la ville de Dresde selon l’archéologue Harald Staëble. Peut-être en raison du « petit âge glaciaire de Misox-Finse », ces temples auraient disparu après une période de deux ou trois siècles, pour ne réapparaître que 3 000 ans plus tard à l’âge du bronze-moyen[6].
- En France sous le Second Empire, le faussaire Denis Vrain-Lucas prend dans ses lettres des positions typiquement protochronistes : la civilisation gauloise avec ses druides serait supérieure aux autres et aurait inspiré Rome ; Newton aurait presque tout copié sur Pascal… mais Vrain-Lucas a été démasqué par Michel Chasles[7]. Depuis, l’idée d’une filiation directe entre Gaulois et Français modernes ressurgit régulièrement[8] de même que l’idée selon laquelle la Francie mérovingienne serait la première manifestation d’une France monarchique et catholique devenue « fille aînée de l'Église » par la conversion de Clovis Ier[9],[10],[11].
- Dans l’historiographie catholique du XIXe siècle et de la première moitié du XXe siècle, la séparation des Églises d'Orient et d'Occident était présentée comme un « schisme des églises d’Orient sortant du giron de l’Église catholique romaine » comme si l’église du premier millénaire était l’actuelle Église catholique aux 21 conciles alors qu’en fait, cette Église d’avant la séparation était une pentarchie partageant la doctrine des sept premiers conciles et accordant au Pape la dignité honorifique de primus inter pares mais non l’infaillibilité ni une autorité doctrinale sur les quatre autres Patriarches, et encore moins des pouvoirs temporels : on ne peut donc pas, historiquement, parler d’Église catholique ou d’Église orthodoxe avant la séparation ou accuser l’une de s’être séparée de l’autre ; on peut seulement parler d’une église trinitaire ou d’une pentarchie ayant connu un clivage Occident-Orient au XIe siècle[12].
- En Suède, Nils Ragvaldsson (v.1380-1448), les frères Johannes (1488-1544) et Olaus Magnus (1490-1557), ainsi qu’Olof Rudbeck (1630-1702) tentent de prouver que les Suédois avaient pour ancêtres directs les Goths : cette croyance prospère au XVIIe siècle quand, après la Guerre de Trente Ans, la Suède devient une grande puissance, et surtout au XIXe siècle avec le nationalisme romantique et les Vikings comme figures héroïques[13].
- En Pologne à partir de la fin du XVIe siècle jusqu’à la deuxième moitié du XVIIIe siècle, le « sarmatisme » fut une croyance de la noblesse polonaise (Szlachta) qui affirmait descendre en droite ligne du peuple antique des Sarmates établi entre le Don et l’Oural, et en avoir hérité la vaillance, le courage et le goût de la liberté[14].
- En Hongrie depuis le début du XIXe siècle, les Magyars sont présentés comme une composante de l’Empire hunnique dès le IVe siècle ayant créé un royaume de Pannonie intégré au Khaganat avar au VIe siècle, anticipant de cinq siècles l’arrivée des Magyars dans le bassin du moyen Danube, les Hongrois précédant ainsi à la fois les Slaves et les Valaques dans ce périmètre[15],[16] : selon ce point de vue, les Magyars d'outre-frontières actuels (devenus un enjeu dans la politique intérieure hongroise sur le thème de leurs droits historiques) sont les « îlots résiduels » d’une population hongroise initialement uniforme dans tout le bassin du moyen Danube (appelé « Bassin Pannonien » en Hongrie, improprement car la Pannonie se trouvait seulement sur la rive droite du Danube). Cette « population exclusivement magyare » aurait été, à partir du XIIIe siècle, rejointe par des « immigrants allogènes » slaves ou valaques : la diversité des populations de la Hongrie d’avant 1918 serait donc le fruit d’une « immigration tardive et massive », le traité de Trianon étant l’injuste aboutissement d’un processus de « submersion de la population originelle ». Beaucoup d’auteurs et de cartographes hongrois considèrent toute autre thèse comme « fausse » et « inventée »[17],[18].
- Des populations minoritaires d’Europe, isolées dans des massifs montagneux et ayant soit des langues, soit des dialectes ou des traditions particulières, comme les Basques pyrénéens, les Houtsoules des Carpates ukrainiennes ou les Saracatsanes des Balkans, ont également été, concernant leurs origines, l’objet d'hypothèses protochronistes, les faisant remonter à la préhistoire (ou, dans les cas des Houtsoules, aux tout premiers Slaves)[19], alors que d’autres auteurs pensent qu’il s’agit de cultures issues d’une « pidginisation pastorale » dans laquelle des composantes linguistiques diverses et parfois anciennes ont pu entrer, mais qui sont d’origine relativement récente[20].
- Dans les Balkans, région dont Winston Churchill disait qu’elle « a tendance à produire plus d’histoire qu’elle ne peut en consommer »[21], l’historiographie protochroniste postule que les Illyriens, les Thraces et les Daces sont les plus anciennes civilisations au monde, les premières à avoir inventé l’écriture, et que les ancêtres des Grecs et des Latins seraient en fait des tribus issues de ces peuples, ayant migré en Grèce ou en Italie : cette pseudohistoire a été développée par les systèmes communistes albanais, bulgare et roumain pour « enseigner » aux habitants, dès l’école primaire, que depuis toujours ces pays pouvaient se suffire à eux-mêmes sur tous les plans et n’avaient rien à attendre du monde extérieur, qu’ils ont, au contraire, « ensemencé ». Pour étayer ces thèses, des artefacts apocryphes anciens (comme le Codex Rohonczi) ou plus récents (comme les tablettes de Tărtăria supposées dater de 7 300 ans avant le présent), ont été utilisés et ont fait l’objet d’études et de publications d’aspect scientifique, mais dont les sources sont soigneusement triées, et les assertions invérifiables par d’autres chercheurs[22]. Toujours dans le but d’accroître leur crédibilité, les protochronistes, une fois le communisme abandonné dans leurs pays, ont donné à leurs hypothèses un aspect mystique en avançant que les religions des Illyriens, Thraces et Daces seraient parmi les plus élaborées ayant existé à l’époque dans le monde, et s’inscriraient dans la « civilisation de l’ancienne Europe » supposée par l’archéologue Marija Gimbutas (1921-1994)[23]. Ces postulats sont contestés par le milieu universitaire dont les représentants expriment à ce sujet un profond scepticisme[24]. Dans ces pays, le protochronisme s’est ainsi manifesté :
  - en Albanie, sous le dictateur communiste Enver Hoxha qui soutenait la théorie de Zacharie Mayani affirmant que les Albanais, liés à la civilisation étrusque et aux Pélasges, descendraient directement des Illyriens antiques, en dépit des linguistes qui, eux, postulent une origine thrace pour les Albanais et expliquent que l’illyrien est devenu illyro-roman à la manière dont le celtique de Gaule est devenu gallo-roman[25] ;
  - en Bulgarie, contrairement à son homologue albanais qui ne jurait que par les Illyriens, le dictateur communiste Todor Jivkov promeut les études sur les racines thraces des Bulgares modernes, qui existent, mais ne sont pas exclusives ; sa fille Lioudmila Jivkova crée l’« Institut de Thracologie » comme section de l’Académie Bulgare des sciences. Quant aux Proto-Bulgares, ce seraient selon la théorie « iranienne », des tribus de cavaliers iraniens, en provenance du mont Iméon dans le Pamir, et fondateurs, selon l’académicien bulgare Petăr Dobrev, d’une grande civilisation appelée Bulkh (« Balkh » en Bactriane, d’où viendrait le nom de Balkans[26]). La génétique permettrait de trouver les origines des premières tribus slaves au nord de l’Asie centrale, autour de la chaîne de montagnes de l’Oural il y a environ 10 000 ans. Les partisans de cette théorie « iranienne » affirment aussi que les mots d’origine alane en bulgare (qui est une langue slave) ne proviennent pas des Iasses (des Alains installés au XIe siècle en Bulgarie, Hongrie et Moldavie), mais démontreraient l’origine iranienne des Proto-Bulgares, qui se seraient installées dans l’actuelle Ukraine au Ve ou VIe siècle : les Alains et les Slaves en seraient les descendants directs. Une partie d’entre eux auraient rejoint les Balkans, tandis que d’autres auraient émigré entre le IVe et le Ve siècle vers l’Europe centrale, dans la région de la haute Vistule (Galicie), fondant l’« Empire » de Croatie blanche[27].
  - dans les pays issus de la fragmentation de l’ex-Yougoslavie, les auteurs d’histoire-fiction sont aussi très prolifiques sur internet, et promeuvent la théorie dite « iranienne » : en Croatie, le nom « Horouathos » figurant dans deux textes de la « pierre de Tanaïs », inscription grecque de l’an -520 retrouvée dans le port de Tanaïs sur la mer d'Azov, en Crimée[28] est interprété comme signifiant « Croate », de même que celui de la ville de Cracovie ou des montagnes Carpates, et bien d’autres noms, qui seraient issus de Horvat dans cette théorie ; il circule également dans ces pays l'idée que les Serbes modernes seraient issus, au choix, d'une tribu iranienne antique du Nord-Caucase (les Serboi), ou bien de la « tribu perdue d’Israël » (la même origine est parfois attribuée aussi aux Amérindiens), les thèses de la continuité sumériano-hongroise et étrusco-hongroise combinées avec l’idée de l’invention de l’écriture par les anciens Hongrois, et d’autres[29] ;
  - en Roumanie, les racines du protochronisme sont des doctrines nationalistes d’inspiration maurrassienne qui ont été diffusées dans le pays (surtout à partir des années 1930) mais n’étaient pas prises en considération dans le monde universitaire, jusqu’à ce que le « national-communisme »[30] du régime communiste présidé par Nicolae Ceaușescu les intègre dans son corpus idéologique pour légitimer son isolationnisme et son culte de la personnalité qui le plaçait dans la lignée des héros nationaux du passé, chefs d’un peuple n’ayant besoin d’aucune influence extérieure[31] ;
  - dans la communauté des Roms de Roumanie, les « Sigyens » (Siguennoi) ancien peuple nomade cité par Hérodote au nord du Danube[32], est interprété, en raison de sa ressemblance phonétique avec le mot « Tziganes » (Atsiganoi) comme un argument pour anticiper de plus de mille ans l’arrivée des Roms en Europe, et surtout pour affirmer que ces derniers vivaient dans l’actuelle Roumanie avant les Roumains[33].
- Les nationalistes grecs présentent les Pélasges, les Thraces, les Illyriens, les Dardaniens, les Troyens et les anciens peuples d’Asie mineure comme des « Grecs anciens »[34], ce qui fait de l’Albanie et des régions de Thrace et de Macédoine des territoires « originellement grecs »[35].

### Afrique
- L’afrocentrisme est un courant de l’Afrique subsaharienne lié au panafricanisme, et visant à faire connaître et réhabiliter les identités culturelles et les États historiques précoloniaux. Parmi ses promoteurs, certains postulent qu’il aurait existé, bien avant les grandes civilisations de l'Antiquité, un vaste empire africain noir unique, dont l'Égypte antique ne serait qu’un pâle avatar final, empire qui aurait été renversé par des barbares blancs esclavagistes bénéficiant à l’âge du fer d'armes plus efficaces, et qui depuis, serait volontairement effacé de l'Histoire pour justifier, des milliers d'années plus tard, la colonisation et la fragmentation du continent en États-fantoches inféodés aux anciennes puissances coloniales[36],[37].

### Amérique
- en Bolivie, Arthur Posnansky ou Rolf Müller, relayés en France par des journalistes comme Robert Charroux ou Serge Hutin, datent la construction du site cérémoniel de Tiwanaku à plus de 10 000 ans av. J.-C.[38] en interprétant les dessins et les gravures d’animaux de Nazca comme des représentations d’espèces disparues à la fin du Pléistocène, en qualifiant le site d’« astro-archéologique ».

### Asie
- Certains courants sionistes considèrent que l’Ancien Testament relate la réalité de l’histoire du peuple juif et que celui-ci n’a pas puisé à de multiples racines culturelles ni subi de nombreuses influences exogènes mais a maintenu depuis cinq millénaires une même identité nationale historique aujourd’hui devenue l’identité israélienne moderne[39]; cette identité serait basée sur la fidélité religieuse et sur les persécutions constamment subies, tout conflit impliquant des israéliens ou des israélites étant une manifestation d’antisémitisme[40].
- en Turquie, dès l’époque de Mustafa Kemal Atatürk et sous son égide, l’ethnie et la langue turques, substituts laïcs à l'islam, sont présentées comme antérieures en Anatolie à toutes les autres civilisations connues, et comme leur principale composante que l’historiographie internationale refuserait de reconnaître[41].
- au Liban, le mouvement phénicianiste fait remonter les communautés non-musulmanes actuelles directement à la Phénicie antique[42].
- en Irak, le dictateur Saddam Hussein utilisait fréquemment une rhétorique et des images impliquant un lien direct du pays contemporain avec l’ancienne civilisation mésopotamienne, notamment Sumer et Babylone.
- en Iran, le chah Mohammad Reza Pahlavi a tenté, comme Atatürk en Turquie, d’établir une identité nationale laïque en faisant appel à l’Empire perse.
- en Chine, la théorie selon laquelle l’Homo erectus en Chine (hommes de Pékin ou de Lantian) serait un ancêtre des populations chinoises modernes, est officielle et enseignée dans les écoles[43].
- en Inde, le gouvernement de Narendra Modi a commandité des recherches pour démontrer que les populations hindoues descendraient directement des « premiers habitants » des régions qui constituent l’Inde moderne, afin d’en tirer une primauté culturelle et politique, et réviser l’enseignement de l’histoire, contre l’idée que plusieurs migrations anciennes (notamment originaires d’Asie centrale) ont participé à la constitution démographique et culturelle du pays[44].
- au Japon, la théorie de la « continuité » et du « peuple homogène » considère que la population de l’archipel n’a plus connu aucun apport extérieur ou transformation génétique depuis son premier peuplement à l’époque paléolithique, établissant ainsi une lignée ininterrompue jusqu’à aujourd'hui. Définie par des historiens et anthropologues de la fin des années 1940, tel le président de la Société anthropologique de Tōkyō de l’époque : Kotondo Hasebe, cette hypothèse est élevée au rang de modèle dans les années 1950 et 1960 à travers le concept de « changements microévolutionnaires » établi par Hisashi Suzuki, de l’Université de Tokyo, sur la base d’analyses craniométriques de milliers de squelettes découverts après la fin de la guerre[45]. Elle reste le paradigme de l’ethnogenèse japonaise jusqu’aux années 1970, et, malgré les travaux de Takeo Kanaseki qui, depuis les fouilles menées à Doigahama (Yamaguchi, à l’extrémité ouest de Honshū) montrent que le peuple japonais est issu d’un métissage[46], continue à être enseignée dans de nombreux établissements scolaires et universitaires.

## Contexte du protochronisme
Ces théories sont anciennes mais elles se nourrissent de :
- l’existence en Europe centrale et orientale, en Afrique et en Asie de nombreux pays moins importants géopolitiquement que les grands pays riches et anciens d’Europe de l'Ouest. Ces pays ont parfois des universités et des organisations scientifiques moins riches et moins contrôlées, ce qui génère des complexes nationaux identitaires ou une certaine liberté de diffusion d’idées pseudoscientifiques. Cela peut se répercuter en histoire et en archéologie par la recherche d’origines anciennes et d’une fausse antériorité civilisationnelle, comme si la dignité nationale était une question d’antériorité et non de valeurs éthiques. Les étrangers y trouvent aussi un terrain de jeu pour l’invention de sites archéologiques extraordinaires, ce que les autorités de ces pays peuvent laisser faire, voire encourager pour favoriser le tourisme ou la fierté nationale (exemple : les pyramides de Bosnie).
- des réactions émotionnelles aux provocations médiatisées de personnages comme Vladimir Jirinovski (qui n’est pas historien) ayant, par exemple, affirmé que les locuteurs des langues romanes orientales proviendraient d’un « mélange de colons italiens venus sur les nefs génoises et de Tziganes danubiens, qui a envahi des terres appartenant légitimement à la Bulgarie, à la Hongrie et à la Russie »[47].

## Exemple d’une controverse

### La plus ancienne écriture du monde?
Le protochronisme n’hésite pas a réinterpréter les travaux des archéologues, par exemple les « écritures » et certains artéfacts du Néolithique des Balkans jugés apocryphes par la plupart des chercheurs. Le but est de prouver « la supériorité et l’antériorité » d’une « plus ancienne civilisation européenne »,,,,.
Les protochronistes des Balkans ont toujours recherché, pour étayer leur crédibilité, des chercheurs occidentaux prêts à diffuser leurs thèses : ainsi, l’américain Toby Griffen déclara avoir déchiffré, sur deux fusaïoles en terre cuite datées de 7 000 ans avant le présent, retrouvées à Jela, près de Belgrade en Serbie, la plus ancienne écriture connue, parfois baptisée « écriture de Vinča », qui selon lui, affirmerait que "La déesse-ourse et la déesse-oiseau sont bien la déesse-ourse". Plusieurs dizaines de symboles ont ainsi été répertoriés.
De fait, si ces symboles ne sont pas apocryphes comme l’affirment les chercheurs non-protochronistes, cela ferait de « l’écriture de Vinča » la plus ancienne, et de loin, des écritures connues (pour mémoire, les tablettes cunéiformes d’Uruk et les hiéroglyphes égyptiens, unanimement reconnus comme authentiques par tous les scientifiques, et d’ailleurs très nombreux, datant respectivement de 5 300 ans et 5 200 ans avant le présent). Toby Griffen, qui se présente comme « décrypteur de l’écriture de Vinča », enseigna les langues et la littérature étrangères à la Southern Illinois University d’Edwardsville, près de Saint-Louis. Il devint ensuite président de l’Association linguistique du Canada et des États-Unis. Il affirme avoir rassemblé des fragments provenant d’une « grande quantité de pièces » sur lesquelles étaient gravés des symboles. Il s’agissait, pour l’essentiel, d’outils (fusaïoles) et de figurines en terre cuite (ours, oiseaux ou humains portant des masques d’ours ou d’oiseaux). Partant du postulat que les symboles figurant sur ces objets ont une signification religieuse, Toby Griffen affirma tenir une séquence de mots : « ours-déesse-oiseau-déesse-ours-déesse » dont il tira la phrase « la déesse-ourse et la déesse-oiseau sont bien la déesse-ourse » ou « sont bien la déesse-ourse, une seule déesse ». La démarche est la même que celle ayant permis de déchiffrer les tablettes rongorongo de l’île de Pâques, à ceci près que pour celles-ci, les décrypteurs ont pu relier les séries de symboles aux hymnes bien connus de la mythologie polynésienne.
Toby Griffen rapproche sa série « ours-déesse-oiseau-déesse-ours-déesse » de certains mythes tels que celui de la déesse grecque Artémis, déesse-chasseresse dont le mythe remonterait, selon lui, à de plus anciennes divinités liées à l’ours et à l’oiseau. Pour lui, le suffixe « ar(k)t- » est à mettre en rapport avec l’ours : « arktos » (= « ours », en grec), « arctique » (parce qu'en rapport avec la constellation de la Petite Ourse, où se situe l'étoile polaire), « Artio » (déesse-ourse gauloise) et « Arthur » (symbole de la 2e fonction indo-européenne aristocratique et guerrière dont l’ours est l’emblème).